# Internet Explorer
Microsoft Internet Explorer（マイクロソフト インターネット エクスプローラー）は、マイクロソフトがかつて開発していたウェブブラウザである。以前の名称はWindows Internet Explorerであった。一般的に、IEやMSIEと呼ばれる。
Windows 95からWindows 10に至るまでのWindows ファミリーに標準で含まれている。Windows Mobile（Windows CEの一部構成を含む）にはInternet Explorer Mobileが含まれていた。以前はMac用のInternet Explorer for Mac（IE:mac）や HP-UXとSolaris用のInternet Explorer for UNIXも存在したが、これらは現在サポートされていない。
Windows 10から標準ブラウザはMicrosoft Edgeに置き換えられ、Internet Explorerの開発は終了し、マイクロソフトはInternet Explorerを利用しないことを呼びかけている。ただし互換性維持のため、Internet Explorer 11はWindows 10に引き続き搭載されていたが、2021年10月にリリースされたWindows 11では、Internet Explorerは搭載されていない。
2022年6月16日（JST アメリカ東部時間では6月15日）をもって、Internet Explorerのサポートが完全終了となり、今後はIEのセキュリティープログラムの更新が提供されなくなるため、そのリスクが高まることから、Microsoft Edgeへの移行を促すように画面が表示されているほか、業務用利用者に対しても、Edgeを含む、サポートが継続されている他のブラウザへの移行などを求めている。
2023年2月14日以降、IEを開くと強制的にMicrosoft Edgeが開いたり、サポートが継続されているブラウザに移行を求める(強制的にダウンロードリンクへ飛ばされる)画面が表示される。

## 経緯

### Internet Explorer 1
IEは1994年にSpyglassからライセンスを受けたNCSA Mosaicをもとに開発された。Internet Explorerは1995年8月24日に公開されたMicrosoft Plus! for Windows 95に含まれた。このバージョンは表組みに対応していないほど機能が低く、使用するユーザーはほとんどいなかった。1996年5月に公開されたIE1.5では簡単なテーブル要素に対応した。

### Internet Explorer 2
Internet Explorer 2は1995年11月27日に公開された。日本語版を含むいくつかの多言語版が提供された。SSL 2.0やCookie、読み込み限定ではあるがネットニュースのクライアント機能も持っていた（ただし、日本語等への考慮は皆無）。

### Internet Explorer 3

Internet Explorer 3のロゴ

Internet Explorer 3は1996年8月13日に公開された。日本語版は8月16日に公開されている。約100人の開発者を3か月の間につぎ込み、Spyglassの技術を使用しているが、Spyglassからのソースコードは使用せずに開発された。Internet Mail and NewsやNetMeetingを含む。メジャーなブラウザとして部分的ではあるがCSS1に最初に対応したブラウザで、ActiveX コントロールやJavaアプレットなどに対応した。IE3は以前のIEと別にインストールできたため、アップグレードしたユーザーは互換性を保つことができた。このバージョンから青い「e」のロゴマークが使用された。主要な機能追加だったCSSの対応が不十分で不具合が多く、JavaScriptもNetscapeとの互換性が皆無だったため、ライバルのネットスケープコミュニケーションズのNetscape Navigatorから乗り換えるユーザーは少なくシェアは増加しなかった。また、HTTP/1.1プロトコルに対応した最初のInternet Explorerでもある。

### Internet Explorer 4
Internet Explorer 4は1997年9月30日に公開された。Windowsと統合がはかられWindows 95やWindows NT 4.0は「Windows デスクトップのアップデート」を行った場合Windowsシェルが更新された（Active Desktopを参照）。またWindows 98に標準で搭載され、強力な市場シェアを築く要因となった。しかし、この統合は多くの批判を受け、裁判の原因になった（アメリカ合衆国の司法省とマイクロソフトとの裁判など）。
グループ ポリシーでの構成に対応した。Internet Mail and NewsはOutlook Expressに置き換えられた。レンダリング エンジンは新しく「Trident」に切り替わった。新しい試みとしてActive Channelと呼ばれるプッシュメディアが採用されたが、当初の期待に反して普及しなかった。当時は常時接続が一般的ではなかったのが原因だといわれている。当時としては高い先進性を持っていたブラウザであり初めてHTML 4.01に対応し、CSS1に完全対応した。また、現在では一般的になった「白地の背景に黒文字」のデフォルトスタイルを初めて採用した。同年12月4日に不具合を修正したIE4.01が公開された。

### Internet Explorer 5

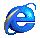

Internet Explorer 5は1999年3月18日に公開された。ルビ、MHTMLなどに対応した。同年12月8日に公開された IE5.01はバグの修正や暗号強度の強化、ウィンドウ再利用などの機能を備えたマイナー アップデートが行われた。CSS2やDOM Level 1、XMLに部分対応した。IE5は標準準拠を比較的重視した手堅い設計でIE4と同様当時のブラウザとしては完成度が高く、OSとバンドルの効果も相まって高いシェアを得た。IE5.01 SP3以降のIEのサービスパックはWindowsのサービスパックの一部としてのみ提供され、単独では公開されていない（Windows 2000 SP3がIE5.01 SP3を、Windows 2000 SP4がIE5.01 SP4を含む）。IE:macはレンダリングエンジン Tasmanを基に再設計された。IE5.xは Mac OSとUNIX用の最後の提供となった。Windows 2000の延長サポート期限である2010年7月13日にサポートが終了した。
Internet Explorer 5.5は2000年7月17日に公開された。印刷プレビュー機能を搭載しCSS2の対応強化やXSLTの対応、縦書き表示、背景色でグラデーションに対応するなどの機能追加を行ったアップグレードとして公開した。このバージョンは動作安定性には比較的優れていたもののCSSやXSLTの対応は非常にずさんであったため、標準に従ったページの作成を行った場合に表示の不具合が多発し、ウェブ製作現場を混乱に陥れた。この頃から新興のブラウザが台頭し、これらのブラウザベンダーは標準準拠の重要性を訴えたことから標準準拠度が低く不具合の多いIE5.5はやり玉に挙げられた。また、セキュリティホールの多さと対応の遅さもこの時期に表面化した。2000年11月1日に Service Pack1 が提供された。2005年12月31日にサポートが終了した。
なお、IPv6への対応も、5.5から行われている。しかし、実際には、WindowsのDNSクライアントサービス（リゾルバ）の仕様によって、ネットワークの動作環境によってはIPv6で使用できないことが多い。リゾルバの問題であるため、IPv6でインターネットにアクセスできる環境であれば、URLにIPv6のIPアドレスを直接記述すれば、IPv6で使用可能である。

### Internet Explorer 6
Internet Explorer 6は2001年8月27日（日本語版は9月19日）に公開された。DHTMLの拡張、CSS2の対応強化、DOM Level 2とSMIL 2.0への部分的な対応、内容制限されたインラインフレーム、JavaScriptによる独自のマウスポインタ指定にも対応した。他にメディアバー（SP2で廃止）、Windows Messengerの統合、エラー報告、自動画像サイズ変更、P3PとWindows XP ビジュアルスタイルでの表示が新機能として含まれる。反面、XHTMLやIDNに未対応、PNGも完全対応はしておらずCSS2対応も強化はしたものの不十分であるなど、公開時点ですでに時代遅れになっている仕様も目立った。IE6 SP2ではセキュリティ向上を目的とした幾つかの仕様の変更と廃止、ポップアップブロックなどいくつかの機能が追加された。2003年にはスタンドアロン版の開発と提供を停止した。
2005年にWindows XPとWindows Server 2003のx64版がリリースされた。それ以降のx64版Windowsには32ビット版と64ビット版の2つのInternet Explorerがインストールされているが、デフォルトは32ビット版になっている。プラグインには32ビット版しか用意されていないものが多く、64ビット版IEで32ビット版のプラグインを使う仕組みがないためである。

### Internet Explorer 7
Internet Explorer 7は2006年10月18日（日本語版は11月2日）に公開された。名称が変更され、タブブラウジングなど新しいユーザーインターフェイス機能を実装した。設計段階でセキュリティの問題に多くの対策が施された。既に他のブラウザでは標準的でありIEのみが未対応であったPNGのアルファ合成などの対応に加え、IE6に比べてよりCSSなどで標準準拠が行われた。Outlook Expressのバンドルはなくなった。元々IE7はWindows Vista/Windows Server 2008専用としていたが、開発方針の変更によりWindows XP/Windows Server 2003にも提供された。

### Internet Explorer 8
Internet Explorer 8は2009年3月20日に公開された。IE8の第1の目標は既存のページの表示を崩すことなく標準規格に沿った優れた実装で対応すること、第2の目標としてIE7で起きた問題を避けることが挙がった。ウェブ標準準拠に加え、最優先事項の1つに含まれるセキュリティ強化やプライバシー保護対策、パフォーマンスや使い勝手も全般的に改善が行われた。Windowsと完全に分離したソフトウェアとなり、アンインストールが可能になった。また、このバージョンがWindows XPがアップグレードできる最後のバージョンである。

### Internet Explorer 9
Internet Explorer 9は日本語版を除き2011年3月15日に公開された。日本語版は3月11日に発生した東北地方太平洋沖地震の影響で日本時間4月26日0時に延期され、発表の通り公開された。IE9はIE8で実施されたウェブ標準準拠の流れを踏襲しHTML5やCSS3といった新しいウェブ標準の一部や、カラーマネージメントやJPEG XRなどのグラフィックス標準に対応する。GPUやマルチコアを活用したパフォーマンスの向上も行われる。ユーザーインターフェイスはサイト表示を中心としたデザインに一新された。

### Internet Explorer 10
Internet Explorer 10は2012年8月15日に公開された。Windows 8にはWindows UI（Modern UI）版と従来のデスクトップ版の2つがあり、以前のWindowsに従来のデスクトップ版が提供された。IE10はパフォーマンスの向上や、より多くのウェブ標準への対応が行われる。Windows 8とWindows RTではAdobe Flash Playerを統合。トラッキング防止（Do Not Track）が標準で有効になる。

### Internet Explorer 11
Internet Explorer 11は2013年10月17日（日本時間）に公開された。WebGL、HTML5 メディア要素の拡張と保護メディアの対応、SPDY、JavaScriptオブジェクトモデル拡張等の機能が追加された。JavaScriptの実行速度をSunSpiderの結果で比較するとInternet Explorer 10より9%速くなった。なおこれがIEとして事実上最後のバージョンであり、以後はMicrosoft Edgeに機能移譲される格好となった。

### Internet Explorer Developer Channel
Internet Explorer Developer Channelは、次期Internet Explorer機能の一部を開発者向けに事前公開することを目的としている。2014年6月16日に公開されたバージョンでは、WebDriver API、F12開発ツール機能更新（デバッグ機能）、WebGL機能更新、GamePad APIなどが実装されている。App-Vクライアント仮想化技術により通常バージョンのInternet Explorer 11と独立して動作可能になっているが、次期バージョンを開発する前に追加しようとしている機能を確認する目的の実験的バージョンであるため、通常使用するためのものではなく、性能やセキュリティ面で問題がある可能性がある。

## シェア
IEは、Microsoft Windowsに標準バンドルされたため、次第にウェブコンテンツを作成する側からは、事実上の標準とみなされるようになった。またNetscape Navigatorと比較すると、レンダリングエンジンの表示時間が速く、オペレーティングシステムとの関係も深いため、ブラウザの起動時間が速かった。これとは対照的にNetscape 4は標準準拠に遅れていたうえ、レンダリングエンジンの不具合が多く、IE独自機能を使っていないページでも、まともに表示できないページが多かった。それらの理由により、第一次ブラウザ戦争を経て、最盛時にはIEのシェアは95%以上となった。
その後、IEのレンダリングエンジンを利用した IEコンポーネントブラウザも多数登場し、独自の機能やカスタマイズ性で人気を博した。これにより、IEの占有率が底上げされた。
2005年頃からMozilla Firefoxに代表されるIE以外のウェブブラウザが登場し、これら新興ウェブブラウザのレンダリング速度やカスタマイズ性がIEよりも高かったことなどから一定の人気を博したため、第二次ブラウザ戦争と呼ばれるブラウザシェアの変動が発生した。Net Applicationsによる調査では、2010年4月の時点でIEのシェアは60%を割り込み独占状態ではなくなった。2013年時点ではFirefoxを凌ぐ勢いで成長したGoogle ChromeがIEを抜かす勢いで大きくシェアを伸ばしている。2020年時点ではChromeがシェア60%を超え、2位がEdge、3位がFirefoxとなり、IEはシェア4位に転落している。
また、Internet Explorer for MacはMac OS 8.1からMac OS X v10.2まではデフォルトのウェブブラウザであったため、Macにおけるシェアも高かった。現在ではMac OSの開発元AppleによるSafariの提供、さらにはマイクロソフトによるInternet Explorer for Macの開発とサポート・配布の終了ならびに代替としてSafariなど（他にFirefoxやOperaなど）の使用の推奨を受け、MacにおけるInternet Explorer for Macの占有率は、絶滅した。
市場占有率
マイクロソフトは2011年3月にIE6 Countdownにて各国のIE6の使用状況を公開し、より新しいブラウザへの移行のプロモーション活動を行っている。2015年2月現在でIE6の利用率が最も多い国は中国（3.1%）である。
GoogleはYouTubeでIE6など、古いブラウザの対応を2010年3月1日で打ち切った。そういった経緯から、2010年3月4日にはアメリカのWebデザイン会社が企画した「IE6の葬儀」がコロラド州デンバーで行われ、マイクロソフトのIEチームが花を贈り「素晴らしい時をありがとう」とメッセージを送った。
その後もWindowsに同梱されていることに支えられ、パソコン用ブラウザー市場で長年首位を保ってきたが、徐々にGoogleのGoogle Chromeに世界シェアを伸ばされ、2016年4月にはついに逆転を許した（ネット・アプリケーションズ調査）。

## セキュリティ
ブラウザの脆弱性を利用した攻撃に対して、ブラウザシェアが最大であるため標的にされやすい。以前はOSと密接に結びついた構造であったため、サイバー攻撃を受けた場合に、ユーザー権限によってはオペレーティングシステムへ損害を及ぼすこともあった。また修正パッチプログラムが未発表の脆弱性「ゼロデイ攻撃」も多く、IEの使用が『最大のセキュリティーホール』といわれたこともある。
マイクロソフトは対応策として、修正プログラムを早期に配布するようにしたため、未修正の脆弱性は少なくなっている。また、IE7以降はOSとの分離やセキュリティ強化を目的とする仕様変更が積極的に行われたため、攻撃しづらくなった。また、Enhanced Mitigation Experience ToolkitやMicrosoft Security Essentialsなどのセキュリティツールがマイクロソフトから無償で提供されており、未知の脆弱性を狙った攻撃も困難になりつつある。これらの要因から攻撃先が変化し、以前ほどは攻撃されなくなった。
その後サードパーティー製アドオン経由の攻撃が増えており、この攻撃は対応する全てのブラウザに影響があることから、IEだから危険という状況は少なくなったといわれている。2014年8月度公開のInternet Explorerの累積的なセキュリティ更新プログラムでは、古い ActiveX コントロールの動作をブロックする機能が追加され、予告通り2014年9月10日（日本時間）から機能を始めた。まずは脆弱性が発見されている Java ActiveX コントロールが対象となっており、以降ブロック対象となる ActiveX コントロールの数が増える計画であるとしている。
ただし、IE本体への攻撃が全くなくなったわけではなく（たとえば、2010年1月に中国からGoogleへのサイバー攻撃にはIEの一般的に知られていない脆弱性を使った攻撃が使われ、特にWindows XPとIE6の組み合わせで危険であると報告され問題となった）どのような環境であってもセキュリティ強化は必要であるため、迅速に修正プログラムなどを導入し保護された環境にしておくことは重要なことである。

## サポート期間
2022年6月15日（太平洋時間）にInternet Explorerのサポートは終了した。
以前のInternet ExplorerのサポートライフサイクルはインストールしているWindowsと同一だったが、2014年8月にサポート方針が変更され、太平洋時間2016年1月12日から各Windowsにインストール可能な最新版のInternet Explorerのみサポートするという変更が発表された。対象となるのは同日付けでサポート期間中のWindows Vista SP2以降のクライアントとWindows Server 2008 SP2以降のサーバー（Windows Embedded 製品も対象に含まれる）、それにインストール可能な最新版のInternet Explorerとなる。
2016年1月12日までは各Windowsで使用可能な複数のバージョンのInternet Explorerの修正プログラムの新規開発が行われるが、同日からは各Windowsの最新版のInternet Explorer用の修正プログラムのみ公開される。例えば、Windows VistaではInternet Explorer 7とInternet Explorer 8のサポートが2016年1月11日を最後に終了し、翌日以降はInternet Explorer 9のみサポート継続となり、2017年4月11日にWindows Vista自体のサポートが終了した。
2019年4月16日より、R2にアップデートしていないWindows Server 2012やWindows Embedded 8 StandardでもInternet Explorer 11が利用可能になり、2020年1月14日にこれらのOSでのInternet Explorer 10のサポートを終了させた。
Windows 10ではOS標準ブラウザがMicrosoft Edgeへと正式に切り替わり、Internet Explorerの開発は終了した。一方、Windows 10には互換性維持のためにInternet Explorer 11が引き続きバンドルされている。Windows 10はサポートポリシーがこれまでより大きく変更され、アップデートを続ける限り半永久的な使用が可能である。したがってこれまでのサポートポリシーをそのまま適用するならば、Internet Explorer 11がバンドルされ続ける限りは半永久的にサポートが継続されることを意味するため、Internet Explorerの完全なサポート終了およびEdgeへの正式移行の時期は不明である。尚、Microsoft Edgeは、2018年12月6日に独自エンジンの開発を終了し、2020年1月15日にChromiumベースのエンジンに切り替えられた。
Windows 10 Enterprise 2015 LTSB のサポート期限の2025年10月14日までという話もあったが、米Microsoftは2021年5月19日（現地時間）、Internet Explorerのコンシューマー向けバージョンのサポートを2022年6月15日（日本時間6月16日）に終了すると発表した。
なお、サポート期限である2022年6月現在でも企業のシステムの中にはInternet Explorerの利用を前提として開発されたものも多数残されており、これらのシステムは改修などの対応が必要になることから情報処理推進機構（IPA）は利用者に対して早めの対応をとるように呼び掛けている。

## バージョン別のOS対応
| バージョン | 公開   | レイアウト エンジン | Windows | Windows                  | Windows                   | Windows          | Windows          | Windows           | Windows     | Windows | Windows | Windows | Windows | Windows | Windows | Windows    |
| バージョン | 公開   | レイアウト エンジン | 11      | 10/Server 2016/2019/2022 | 8.1/RT 8.1/Server 2012 R2 | 8/RT/Server 2012 | 7/Server 2008 R2 | Vista/Server 2008 | Server 2003 | XP      | Me      | 2000    | 98      | NT 4.0  | 95      | 3.x/NT 3.x |
| ---------- | ------ | ------------------- | ------- | ------------------------ | ------------------------- | ---------------- | ---------------- | ----------------- | ----------- | ------- | ------- | ------- | ------- | ------- | ------- | ---------- |
| 11.0       | 2013年 | Trident/7.0         | 可      | 標準                     | 標準                      | 可               | 可               | 不可              | 不可        | 不可    | 不可    | 不可    | 不可    | 不可    | 不可    | 不可       |
| 10.0       | 2012年 | Trident/6.0         | 不可    | 不可                     | 不可                      | 標準             | 可               | 不可              | 不可        | 不可    | 不可    | 不可    | 不可    | 不可    | 不可    | 不可       |
| 9.0        | 2011年 | Trident/5.0         | 不可    | 不可                     | 不可                      | 不可             | 可               | 可                | 不          | 不可    | 不可    | 不可    | 不可    | 不可    | 不可    | 不可       |
| 8.0        | 2009年 | Trident/4.0         | 不可    | 不可                     | 不可                      | 不可             | 標準             | 可                | 可          | 可      | 不可    | 不可    | 不可    | 不可    | 不可    | 不可       |
| 7.0        | 2006年 | Trident             | 不可    | 不可                     | 不可                      | 不可             | 不可             | 標準              | 可          | 可      | 不可    | 不可    | 不可    | 不可    | 不可    | 不可       |
| 6.0        | 2001年 | Trident             | 不可    | 不可                     | 不可                      | 不可             | 不可             | 不可              | 標準        | 標準    | 可      | 可      | 可      | 可      | 不可    | 不可       |
| 5.5        | 2000年 | Trident             | 不可    | 不可                     | 不可                      | 不可             | 不可             | 不可              | 不可        | 不可    | 標準    | 可      | 可      | 可      | 可      | 不可       |
| 5.0        | 1999年 | Trident             | 不可    | 不可                     | 不可                      | 不可             | 不可             | 不可              | 不可        | 不可    | 不可    | 標準    | 標準    | 可      | 可      | 可         |
| 4.0        | 1997年 | Trident             | 不可    | 不可                     | 不可                      | 不可             | 不可             | 不可              | 不可        | 不可    | 不可    | 不可    | 標準    | 可      | 標準    | 可         |
| 3.0        | 1996年 | データなし          | 不可    | 不可                     | 不可                      | 不可             | 不可             | 不可              | 不可        | 不可    | 不可    | 不可    | 不可    | 可      | 標準    | 可         |
| 2.0        | 1995年 | データなし          | 不可    | 不可                     | 不可                      | 不可             | 不可             | 不可              | 不可        | 不可    | 不可    | 不可    | 不可    | 標準    | 標準    | 可         |
| 1.5        | 1996年 | Spyglass            | 不可    | 不可                     | 不可                      | 不可             | 不可             | 不可              | 不可        | 不可    | 不可    | 不可    | 不可    | 可      | 可      | 可         |
| 1.0        | 1995年 | Spyglass            | 不可    | 不可                     | 不可                      | 不可             | 不可             | 不可              | 不可        | 不可    | 不可    | 不可    | 不可    | 不可    | Plus!   | 不可       |

| バージョン | 公開   | レイアウトエンジン | Mac OS X    | Mac OS | Mac OS | Mac OS |
| バージョン | 公開   | レイアウトエンジン | v10.0-v10.3 | 9      | 8      | 7      |
| ---------- | ------ | ------------------ | ----------- | ------ | ------ | ------ |
| 5.0        | 2000年 | Tasman             | 標準        | 可     | 可     | 可     |
| 4.5        | 1999年 | Trident            | 不可        | 標準   | 標準   | 可     |
| 4.0        | 1998年 | Trident            | 不可        | 不可   | 標準   | 可     |
| 3.0        | 1997年 | データなし         | 不可        | 不可   | 標準   | 可     |
| 2.0        | 1996年 | データなし         | 不可        | 不可   | 不可   | 可     |

| バージョン | 公開   | HP-UX/Solaris |
| ---------- | ------ | ------------- |
| 5.0        | 1999年 | 可            |
| 4.01       | 1998年 | 可            |
| 3.0        | 1996年 | Beta          |

## Internet Explorer Mobile
Internet Explorer Mobile はマイクロソフト製のモバイルオペレーティングシステムに同梱されるウェブブラウザである。
当初の名称はPocket Internet Explorer（略称はそれぞれの頭文字をとった『PIE』）で、1996年にWindows CEの初期バージョンに搭載された。
元々はパソコン版のInternet Explorerとは別系統で開発されたものであったが、バージョン2.0以降はそれぞれパソコン版から機能を削減したものが採用され、後にパソコン版と同じくInternet Explorerに改称される。
2009年にはWindows Mobile 6.5に搭載されたInternet Explorer Mobile 6からさらに名称を変更。2011年にリリースされた Windows Phone 7にはInternet Explorer Mobile 9が同梱され、Internet Explorer 9のレンダリングエンジンをベースにしている。Windows Phone 8にはInternet Explorer Mobile 10が搭載。

## Internet Explorer for Xbox
当初は、マイクロソフト製の家庭用ゲーム機・Xbox 360にはウェブブラウザ機能が搭載されていなかったが、2012年10月16日のアップデートでInternet Explorer for Xboxを搭載。Kinectでのジェスチャー・音声操作や、Xbox SmartGlassプラットフォームによるスマートフォン等からの遠隔操作が可能になる。